# Erich Šlomović
Pour les articles homonymes, voir Erich.
Erich Šlomović (souvent orthographié Erich Chlomovitch, né le 10 mars 1915 et mort en 1942 ou 1943, déclaré mort 1er janvier 1943) était un collectionneur juif yougoslave d'œuvres d'art.

## Biographie
Erich Šlomović arrive à Paris en 1936 ou 1937 et côtoie Ambroise Vollard. Il rencontre Jean Cocteau, Pierre Bonnard, Marc Chagall, ou encore Le Corbusier et est présenté par le biais d'Ambroise Vollard à Georges Rouault. Il obtient[Comment ?] de Lucien Vollard un grand nombre de peintures de grands maîtres dont un portrait d'Émile Zola peint par Cézanne en 1861, un Henri Matisse de 1903, des fusains d'Auguste Renoir, des eaux-fortes d'Edgar Degas et un tableau d'André Derain de 1905.
À la veille de la Seconde Guerre mondiale, il place environ 200 peintures dans un coffre de la Société générale en France, et en emmène 429 autres en Yougoslavie où il expose sa collection à Zagreb en 1940. À la suite de l'invasion de la Yougoslavie par les Allemands en 1941, Erich Šlomović fuit dans un village du sud de la Serbie mais il est arrêté et meurt dans le camp de concentration de Sajmište en mai 1942 avec son frère et son père.

## La collection Šlomović
La mère de Šlomović, Roza, survit et, à l'issue de la guerre, aurait passé un accord oral avec Ivan Ribar pour céder la collection au Musée national de Belgrade. L'accord n'est pas formalisé car Roza Šlomović est tuée dans un accident de train alors qu'elle est en route pour Belgrade. La collection est tout de même intégrée au musée national de Belgrade.
Dans les années 1960, les héritiers d'Erich Šlomović réclament la totalité de la collection au gouvernement et en 1977, c'est au tour de la famille Vollard de réclamer ses droits sur la collection. De son côté, la Société générale avait remarqué en 1946 que les frais de coffre n'avait pas été payés. Passé un délai légal de 30 ans, la banque ouvre le coffre en 1979 et organise en mars 1981 la vente de 180 peintures de la collection pour un montant de 3 382 950 FF, alors que le montant des frais de coffre s'élevait à 30 000 FF. Sur plainte de la famille, la vente est annulée et il s'ensuit un procès opposant les héritiers israélites de Šlomović, le musée national de Belgrade et les héritiers français d'Ambroise Vollard. En 1996, la Cour d'appel d'Amiens donne raison à un héritier d'Ambroise Vollard, les héritiers de Šlomović ne reçoivent que les œuvres dédicacées par Vollard. La « collection Chlomovitch » est mise en vente chez Sotheby's le 29 juin 2010.
Le peintre et écrivain Momo Kapor et l'auteur suisse David Laufer ont consacré un ouvrage, Le Mystère Chlomovitch, à la vie de Erich Šlomović et au sort de la collection. Dans sa postface, David Laufer fait le compte-rendu de son expérience d'assistant du ministre de la Culture de la république de Serbie, au cours de laquelle il a été en contact direct avec la collection. C'est durant ces mois, entre 2002 et 2003, qu'il a pu être le témoin des errements de la république de Serbie et des ayants droit Vollard, tous décidés à s'arracher ces toiles avec pour seule considération leur valeur sur le marché de l'art, et soucieux surtout de supprimer jusqu'au souvenir du collectionneur assassiné. Le réalisateur croate Bulajić Veljko a réalisé en 1989 un film, Donator, sur la vie d'Erich Šlomović.

## Sources
- Le monde cruel d’Erich Chlomovitch de l'émission Sur les docks de France Culture consacrée à Erich Šlomović.

## Filmographie
- Donator de Veljko Bulajić, « Donator » (présentation de l'œuvre), sur l'Internet Movie Database